# Católica Lisbon School of Business & Economics
A Católica Lisbon School of Business & Economics é a Faculdade de Ciências Económicas e Empresariais da Universidade Católica Portuguesa. 
Fundada em 1989, em 2021 foi reconhecida como a 2.ª melhor faculdade de Gestão e Economia em Portugal, com a 29.ª posição a nível europeu de acordo com a classificação do Financial Times.
Localizada no coração da cidade de Lisboa, a CATÓLICA-LISBON oferece vários níveis ensino de entre eles a Licenciatura em Economia e em Administração e Gestão de Empresas, Mestrados, MBA’s e Programas para Executivos.

## História
A Universidade Católica Portuguesa é a única universidade no país fundada pela Igreja Católica ao abrigo de uma concordata. A Católica-Lisbon School of Business and Economics abriu ao público o seu primeiro programa de Gestão em 1972 e tornou-se uma faculdade independente dentro da Universidade em 1989, através da fusão dos departamentos de Gestão e Economia. Em 1992 lançou o primeiro programa de Formação Executiva em Portugal e em 1997 lançou o seu primeiro programa de Formação Executiva Internacional.
Em 2007, a CATÓLICA-LISBON lançou o seu primeiro MSc (Bologna), o seu programa de PhD em parceria com a Carnegie Mellon University e a primeira edição do The Lisbon MBA. Também neste ano, a escola recebeu o Triple Crown Accreditation e foi a primeira escola portuguesa a aparecer no Ranking do Financial Times.
Em 2019, foi lançado o projeto do novo campus.
Em 2021, a escola é reconhecida como a 2.ª melhor faculdade de Gestão e de Economia a nível nacional e 29.ª a nível europeu na classificação do ranking do Financial Times.

## Rankings e acreditações
A CATÓLICA-LISBON detém a Triple Accreditation - "Triple Crown" -  e está presente nos seguintes rankings do Financial Times: 
- European Business Schools: 29.º lugar (2021)[1]
- Global MBA: 82.º (2021) | Parceria com a Nova SBE (The Lisbon MBA)[4]
- Master in Management: 45.º (2021)[5]
- Master in Finance: 17.º (2022)[6]
- Executive Education Open Programmes: 44.º (2022)[7]
- Executive Education Customised Programmes: 19.º (2022)[8]